# Route nationale 128
Die Route nationale 128, kurz N 128 oder RN 128, war eine französische Nationalstraße.
Die Straße wurde 1824 zwischen Montauban und Aubiet festgelegt und geht auf die Route impériale 148 zurück. Ihre Länge betrug 68 Kilometer. 1973 wurde die Nationalstraße abgestuft. Von 1978 bis 2006 wurde die Nummer N 128 für eine kurze Verbindungsstraße zwischen der Nationalstraße 100 und Nationalstraße 107 benutzt, die im östlichen Avignon einen Kreisverkehr umging.